# Oldsmobile Cutlass Calais
Oldsmobile Cutlass Calais — компактный автомобиль, выпускавшийся с 1985 по 1991 год подразделением Oldsmobile компании General Motors.

## Описание
Впервые Oldsmobile Calais был представлен в 1984 году. Название Calais автомобиль получил в честь города Кале, Франция.
В 1988 году автомобиль был переименован в Cutlass Calais. Платформу N-body автомобиль разделял с Pontiac Grand Am и Buick Skylark/Buick Somerset.
Комплектации — Supreme, GT и ES.

## Двигатели
- 1985—1988 Tech IV, объём 2,5 л (151 куб. дюйм), конфигурация I4, мощность 92—98 л. с., крутящий момент 183 Н⋅м[3]
- 1989—1991 Tech IV, объём 2,5 л (151 куб. дюйм), конфигурация I4, мощность 98—110 л. с. (73—82 кВт), крутящий момент 183 Н⋅м
- 1987—1991 Quad 4, объём 2,3 л (140 куб. дюймов), конфигурация I4, мощность 150—160 л. с., крутящий момент 217 Н⋅м[4][5]
- 1990—1991 Quad 4, объём 2,3 л (140 куб. дюймов), конфигурация I4, мощность 180 л. с. (134 кВт), крутящий момент 217 Н⋅м
- 1991 Quad 4, объём 2,3 л (140 куб. дюймов), конфигурация I4, мощность 190 л. с. (142 кВт), крутящий момент 217 Н⋅м

- 1991—1992 Quad OHC, объём 2,3 л (140 куб. дюймов), конфигурация I4, мощность 120 л. с. (89 кВт), крутящий момент 190 Н⋅м

- 1985—1988 Buick, объём 3,0 л (181 куб. дюйм), конфигурация V6, мощность 125 л. с. (93 кВт), крутящий момент 203 Н⋅м[6]
- 1989—1991 3300, объём 3,3 л (204 куб. дюйма), конфигурация V6, мощность 160 л. с. (119 кВт), крутящий момент 251 Н·м

## Галерея
- 1985—1986 Calais
- 1988 Cutlass Calais
- 1991 Cutlass Calais
- Вид сзади